# Caterina Gonzaga
Caterina Gonzaga (Castel Goffredo, 14 febbraio 1574 – Milano, 1615?) è stata una nobile italiana.

## Biografia

Gambaredolo di Castel Goffredo, corte e Oratorio di San Carlo.

Era la figlia secondogenita di Alfonso Gonzaga, marchese di Castel Goffredo e di Ippolita Maggi.
Nata a Castel Goffredo si adoperò in opere di beneficenza. Commissionò a Costanzo Antegnati nel 1595 l'organo per la chiesa prepositurale di Sant'Erasmo della città.
Promessa sposa per motivi ereditari a Rodolfo Gonzaga, II marchese di Castiglione, costui si prodigò a sceglierle un marito, nella persona del marchese Francesco Sfondrati, nipote di papa Gregorio XIV, scelta alla quale si oppose il duca di Mantova Vincenzo I Gonzaga. Caterina fu pertanto al centro delle diatribe che portarono all'assassinio del padre Alfonso il 7 maggio 1592, che ebbe come mandante Rodolfo. Dopo il misfatto, Caterina e la madre Ippolita Maggi furono segregate nel palazzo di Castel Goffredo da Rodolfo e spogliate dei loro beni. Furono liberate e condotte a Mantova solo grazie all'intervento del duca Vincenzo.
Nel 1593, su interessamento di papa Clemente VIII tramite il duca di Mantova Vincenzo I Gonzaga, Caterina divenne tra i pretendenti del marchese Michele Peretti. Nel 1595 le trattative con i Gonzaga vennero interrotte perché Michele sposò la contessa Margherita Cavazzi della Somaglia.
Nel 1615 Caterina fece edificare alla Corte Gambaredolo (luogo dell'assassinio del padre Alfonso) l'oratorio di San Carlo.

## Discendenza
Caterina sposò nel 1596 il nobile Carlo Emanuele Teodoro Trivulzio (Teodoro VIII), della nobile famiglia Trivulzio (1565-1605) conte di Melzo, signore di Castelzevio, di Codogno dal 1591, colonnello di fanteria spagnola, dal quale ebbe quattro figli:
- Ippolita (1600-1638), sposò nel 1616 Onorato II, principe di Monaco;
- Teodoro (1597-1656), futuro cardinale;
- Geronimo;
- Alfonso.

## Ascendenza
|                     |                  |                            | Genitori                   |  |  | Nonni |  |  | Bisnonni        |  |  | Trisnonni            |  |
|                     |                  |                            |                            |  |  |       |  |  | Rodolfo Gonzaga |  |  | Ludovico III Gonzaga |  |
|                     |                  |                            |                            |  |  |       |  |  | Rodolfo Gonzaga |  |  | Ludovico III Gonzaga |  |
|                     |                  | Barbara di Brandeburgo     |                            |  |  |       |  |  | Rodolfo Gonzaga |  |  |                      |  |
| Aloisio Gonzaga     |                  |                            |                            |  |  |       |  |  | Rodolfo Gonzaga |  |  |                      |  |
|                     |                  | Caterina Pico              | Gianfrancesco I Pico       |  |  |       |  |  |                 |  |  |                      |  |
|                     |                  | Caterina Pico              | Gianfrancesco I Pico       |  |  |       |  |  |                 |  |  |                      |  |
|                     |                  | Caterina Pico              | Giulia Boiardo             |  |  |       |  |  |                 |  |  |                      |  |
| Alfonso Gonzaga     |                  | Caterina Pico              |                            |  |  |       |  |  |                 |  |  |                      |  |
|                     |                  | Gian Giacomo Anguissola    | Giovanni Carlo Anguissola  |  |  |       |  |  |                 |  |  |                      |  |
|                     |                  | Gian Giacomo Anguissola    | Giovanni Carlo Anguissola  |  |  |       |  |  |                 |  |  |                      |  |
|                     |                  | Gian Giacomo Anguissola    | Caterina Torelli d'Aragona |  |  |       |  |  |                 |  |  |                      |  |
| Caterina Anguissola |                  | Gian Giacomo Anguissola    |                            |  |  |       |  |  |                 |  |  |                      |  |
|                     |                  | Angela Tedeschi            | …                          |  |  |       |  |  |                 |  |  |                      |  |
|                     |                  | Angela Tedeschi            | …                          |  |  |       |  |  |                 |  |  |                      |  |
|                     |                  | Angela Tedeschi            | …                          |  |  |       |  |  |                 |  |  |                      |  |
| Caterina Gonzaga    |                  | Angela Tedeschi            |                            |  |  |       |  |  |                 |  |  |                      |  |
|                     | Bartolomeo Maggi | …                          |                            |  |  |       |  |  |                 |  |  |                      |  |
|                     | Bartolomeo Maggi | …                          |                            |  |  |       |  |  |                 |  |  |                      |  |
|                     | Bartolomeo Maggi | …                          |                            |  |  |       |  |  |                 |  |  |                      |  |
| Cesare Maggi        | Bartolomeo Maggi |                            |                            |  |  |       |  |  |                 |  |  |                      |  |
|                     |                  | Francesca Bagarotta        | …                          |  |  |       |  |  |                 |  |  |                      |  |
|                     |                  | Francesca Bagarotta        | …                          |  |  |       |  |  |                 |  |  |                      |  |
|                     |                  | Francesca Bagarotta        | …                          |  |  |       |  |  |                 |  |  |                      |  |
| Ippolita Maggi      |                  | Francesca Bagarotta        |                            |  |  |       |  |  |                 |  |  |                      |  |
|                     |                  | Marcantonio Dal Verme      | Taddeo Dal Verme           |  |  |       |  |  |                 |  |  |                      |  |
|                     |                  | Marcantonio Dal Verme      | Taddeo Dal Verme           |  |  |       |  |  |                 |  |  |                      |  |
|                     |                  | Marcantonio Dal Verme      | Beatrice Anguissola        |  |  |       |  |  |                 |  |  |                      |  |
| Bianca Dal Verme    |                  | Marcantonio Dal Verme      |                            |  |  |       |  |  |                 |  |  |                      |  |
|                     |                  | Ippolita Visconti Borromeo | Ludovico Visconti Borromeo |  |  |       |  |  |                 |  |  |                      |  |
|                     |                  | Ippolita Visconti Borromeo | Ludovico Visconti Borromeo |  |  |       |  |  |                 |  |  |                      |  |
|                     |                  | Ippolita Visconti Borromeo | …                          |  |  |       |  |  |                 |  |  |                      |  |
|                     |                  | Ippolita Visconti Borromeo |                            |  |  |       |  |  |                 |  |  |                      |  |

## Genealogia
|            |            |                                             |                                             |                 |                           |                           |                     |                     |                     |       |       |        |                     |                     |                  |                     |                     |                                   |                                   |                       |                       |
|            |            |                                             |                                             |                 |                           |                           |                     |                     | Rodolfo (1452-1495) |       |       |        |                     |                     |                  |                     |                     |                                   |                                   |                       |                       |
|            |            |                                             |                                             |                 |                           |                           |                     |                     |                     |       |       |        |                     |                     |                  |                     |                     |                                   |                                   |                       |                       |
|            |            |                                             |                                             |                 |                           |                           |                     |                     |                     |       |       |        |                     |                     |                  |                     |                     |                                   |                                   |                       |                       |
|            |            |                                             |                                             |                 | Gianfrancesco (1488-1525) | Gianfrancesco (1488-1525) |                     |                     |                     |       |       |        | Aloisio (1494-1549) | Aloisio (1494-1549) |                  |                     |                     |                                   |                                   |                       |                       |
|            |            |                                             |                                             |                 |                           |                           |                     |                     |                     |       |       |        |                     |                     |                  |                     |                     |                                   |                                   |                       |                       |
|            |            |                                             |                                             |                 |                           |                           |                     |                     |                     |       |       |        |                     |                     |                  |                     |                     |                                   |                                   |                       |                       |
|            |            |                                             |                                             |                 | Ramo di Luzzara ·         | Ramo di Luzzara ·         | Alfonso (1541-1592) | Alfonso (1541-1592) |                     |       |       |        |                     |                     |                  | Orazio (1545-1587)  | Orazio (1545-1587)  |                                   | Ferrante (1544-1586)              | Ferrante (1544-1586)  |                       |
|            |            |                                             |                                             |                 |                           |                           |                     |                     |                     |       |       |        |                     |                     |                  |                     |                     |                                   |                                   |                       |                       |
|            |            |                                             |                                             |                 |                           |                           |                     |                     |                     |       |       |        |                     |                     |                  |                     |                     |                                   |                                   |                       |                       |
| Ferdinando | Ferdinando | Caterina 1 sp. Carlo Trivulzio (1574-1615?) | Caterina 1 sp. Carlo Trivulzio (1574-1615?) | Giulia (1576-?) | Giulia (1576-?)           | Ginevra (1578-?)          | Ginevra (1578-?)    | Giovanna            | Giovanna            | Maria | Maria | Luigia | Luigia              | Luigi (naturale)    | Luigi (naturale) | Ramo di Solferino · | Ramo di Solferino · | Rodolfo (1569-1593)               | Rodolfo (1569-1593)               | Francesco (1577-1616) | Francesco (1577-1616) |
|            |            |                                             |                                             |                 |                           |                           |                     |                     |                     |       |       |        |                     |                     |                  |                     |                     |                                   |                                   |                       |                       |
|            |            |                                             |                                             |                 |                           |                           |                     |                     |                     |       |       |        |                     |                     |                  |                     |                     |                                   |                                   |                       |                       |
|            |            |                                             |                                             |                 |                           |                           |                     |                     |                     |       |       |        |                     |                     |                  |                     |                     | Ramo di Castel Goffredo (estinto) | Ramo di Castel Goffredo (estinto) | Ramo di Castiglione · | Ramo di Castiglione · |